# Districte de Fort-de-France
El Districte de Fort-de-France és una divisió administrativa francesa, situada al departament i regió de Martinica.
El codi INSEE del districte és el 9721.

## Composició

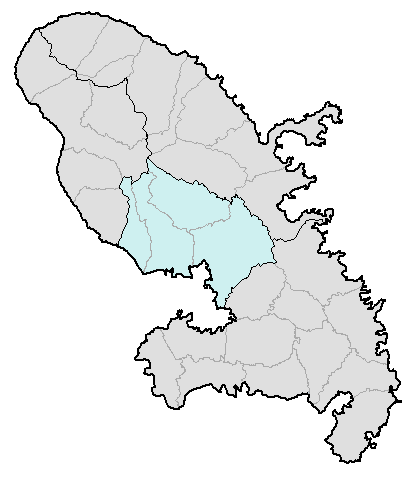
Districte de Fort-de-France

Llista de cantons del districte de Fort-de-France :
- Cantó de Fort-de-France-1 - (fraction) ;
- Cantó de Fort-de-France-2 - (fraction) ;
- Cantó de Fort-de-France-3 - (fraction) ;
- Cantó de Fort-de-France-4 - (fraction) ;
- Cantó de Fort-de-France-5 - (fraction) ;
- Cantó de Fort-de-France-6 - (fraction) ;
- Cantó de Fort-de-France-7 - (fraction) ;
- Cantó de Fort-de-France-8 - (fraction) ;
- Cantó de Fort-de-France-9 - (fraction) ;
- Cantó de Fort-de-France-10 - (fraction) ;
- Cantó de Le Lamentin-1-Sud-Bourg - (fraction) ;
- Cantó de Le Lamentin-2-Nord - (fraction) ;
- Cantó de Le Lamentin-3-Est - (fraction) ;
- Cantó de Saint-Joseph - (commune) ;
- Cantó de Schœlcher-1 - (fraction) ;
- Cantó de Schœlcher-2 - (fraction).

Llegenda :
(fraction) : Fracció de comuna
(commune) : Comuna sencera

## Evolució demogràfica
| 120 777                                      | 139 660 | 147 651 | 155 571 | 163 969 | 166 139 |
| Chiffres INSEE Població sense dobles comptes |         |         |         |         |         |